# هارفي بورتر
هارفي پُورْتَر Harvey Porter (1260 - 1341 هـ / 1844 - 1923 م) هو مستشرق أميركي.
وفد على لبنان سنة 1870 م وعمل بتدريس التاريخ والفلسفة في الكلية الأميركية ببيروت إلى سنة 1914 م .عني بالعاديّات والنقود العربية القديمة.

## آثاره
من آثاره: «المنهج القويم في التاريخ القديم» عربي، ومراجعة «قاموس إنكليزي عربي، وعربي إنكليزي» لويليم طومسون ورتبات ومراجعة يوحنا ورتبات . كما صنف بالإنكليزية تاريخاً مختصراً لبيروت.